# Картузное орудие

Корабельное картузное орудие времён Второй мировой войны. Фигура представляет человека ростом 172 см. Обозначения: 1 — вторая нижняя палуба, 2 — снарядный погреб, 3 — первая нижняя палуба, 4 — зарядный погреб, 5 — средняя палуба, 6 — шахта элеватора, 7 — главная палуба, 8 — барабан, 9 — перегрузочное отделение, 10 — верхняя палуба, 11 — катки, 12 — лафет, 13 — орудийная башня
На схеме не показаны механизмы наводки ствола и устройство продувки после выстрела.

Карту́зное ору́дие — артиллерийское орудие, у которого порох в зарядном картузе вкладывается в камору (то есть без гильзы). 

## История
Появление орудий относят к XIII веку, в Европе впервые орудия применены маврами при обороне Алжезираса, в 1342 году. С совершенствованием военного дела, и в частности артиллерийского, было придумано и картузное (раздельное) заряжание, для пушек, мортир. Когда заряд пороха в картузе и средство воспламенения закладываются в камору орудия отдельно от снаряда, одно за другим. Подбирая снаряд, размеры заряда, можно было изменять начальную скорость снаряда, высоту траектории и соответственно дальность его полёта, то есть поражение цели. 
В Русском флоте, до 1909 года, в артиллерийское вооружение корабля входило 44 образца различных орудий (28 картузных пушек и 15 патронных). Картузные пушки имелись следующие: 6 родов 12-ти дюймовые, три — 11-ти дюймовые, два — 10-ти дюймовые, четыре — 9-ти дюймовые, пять — 8-ми дюймовые, три — 6-ти дюймовые, один — 120-ти миллиметровые, три — 9-ти фунтовые.
Одним из примеров картузного орудия может служить 406-мм морская пушка Б-37.